# دروازه سن دونی
دروازه سن دونی (انگلیسی: St. Denis Gate) یک بنای تاریخی پاریسی است که در منطقه ۱۰، در محل یکی از دروازه‌های دیوار چارلز پنجم، یکی از دیوارهای سابق شهر پاریس، واقع شده است. این مکان در محل تقاطع خیابان سن دونی که توسط خیابان دو فاوبورگ سن دونی ادامه می‌یابد، با بلوار د بون نوول و بلوار سن دنیس قرار گرفته است. این دروازه بین سال‌های ۱۳۵۶ و ۱۳۸۳ میلادی برای پاسداری از کرانه راست پاریس ساخته شد. استحکامات قرون وسطایی دارای دو دروازه بود و چهار برج بر روی آن قرار داشت.